# Grindin'
Singles de Clipse
When the Last Time
(2002)
Grindin'  est une chanson du groupe Clipse issue de l'album Lord Willin'. Elle sort en single le 14 mai 2002 sur les labels Arista et Star Trak.

## Histoire
Le mot grindin'  signifie vendre de la drogue illégalement, référence au passé de dealer du groupe.

## Classements hebdomadaires
| Classement (2002)              | Meilleure position |
| ------------------------------ | ------------------ |
| États-Unis (Billboard Hot 100) | 30                 |
| États-Unis (Hot Rap Songs)     | 10                 |